# Реймерс, Вильгельм-Василий Густавович
Вильгельм-Василий Густавович Реймерс (1820—1879) — контр-адмирал, участник Севастопольской обороны в Крымской войне.

## Биография
Вильгельм-Василий Густавович Реймерс родился 20 мая 1820 года. Образование получил в Морском кадетском корпусе, куда поступил 12 июня 1830 года; 7 января 1837 года был произведён в гардемарины и плавал до 1839 года на фрегате «Александр Невский» в Балтийском море.
31 декабря 1838 года произведён в мичманы и назначен в Черноморский флот. С 1839 по 1844 годы на фрегате «Бургас» и линейном корабле «Султан Махмуд» плавал у Абхазских берегов и принимал участие в высадках десантов на берег и перестрелках с горцами. На бриге «Фемистокл» перешёл из Севастополя в Константинополь, а оттуда в Архипелаг и обратно.
26 марта 1844 года произведён в лейтенанты и до 1853 года на корабле «Султан Махмуд», фрегатах «Браилов» и «Флора», пароходе «Молния», пароходофрегате «Громоносец» и бриге «Персей» плавал по Чёрному и Средиземному морям.
С началом Крымской войны Реймерс находился в Севастополе, первое время на фрегате «Месемврия» и корабле «Уриил», а потом в составе гарнизона 4-го бастиона. Впоследствии Реймерс вспоминал: «От начала бомбардирования и, можно сказать, до конца его четвёртый бастион находился более всех под выстрелами неприятеля, и не проходило дня в продолжение всей моей восьмимесячной службы, который бы оставался без пальбы. В большие же праздники французы на свои места сажали турок и этим не давали нам ни минуты покоя. Случались дни и ночи, в которые на наш бастион падало до двух тысяч бомб и действовало несколько сот орудий…»
За отличие, оказанное при обороне Севастополя, он был произведён в 1854 году в капитан-лейтенанты и получил ордена св. Анны 3-й степени с мечами и св. Владимира 4-й степени с мечами. 11 мая 1855 года за отличие при обороне Севастополя Реймерс был пожалован орденом св. Георгия 4-й степени (№ 9596 по кавалерскому списку Григоровича — Степанова). 26 мая 1855 года, находясь на 3-м бастионе, Реймерс был ранен осколком бомбы в левую щеку с раздроблением челюстных костей. Оправившись, он вернулся на бастион, однако из-за раны вышел в 1858 году в отставку.
8 января 1862 года Реймерс вновь поступил на службу с чином капитан-лейтенанта и был прикомандирован к Морскому кадетскому корпусу, где и прослужил 17 лет. За это время он последовательно получил чины капитана 2-го ранга (1 января 1865 года), капитан 1-го ранга (1869 год) и 15 декабря 1875 года был произведён в контр-адмиралы.
Вильгельм-Василий Густавович Реймерс скончался 14 января 1879 года.